# Lynn Stalmaster
Lynn Arlen Stalmaster (Omaha, 17 novembre 1927 – Los Angeles, 12 febbraio 2021) è stato un casting director statunitense.

## Biografia
Dopo aver iniziato la sua carriera negli anni cinquanta come attore, Stalmaster passò alla professione di casting director negli anni settanta, curando il casting di oltre 60 film in quel solo decennio.
Nel 2017, l'Academy gli conferì l'Oscar alla carriera per aver "applicato i suoi talenti in più di 200 film ed essere stato fondamentale per la carriera di attori celebri".
Stalmaster è morto nella sua abitazione nel febbraio 2021, a 93 anni. Era di religione ebraica.

## Filmografia parziale
- Non voglio morire (I Want to Live!), regia di Robert Wise (1958)
- Vincitori e vinti (Judgment at Nuremberg), regia di Stanley Kramer (1961)
- La porta dei sogni (Toys in the Attic), regia di George Roy Hill (1963)
- Baciami, stupido (Kiss Me, Stupid), regia di Billy Wilder (1964)
- Non per soldi... ma per denaro (The Fortune Cookie), regia di Billy Wilder (1966)
- Arrivano i russi, arrivano i russi (The Russians Are Coming, the Russians Are Coming), regia di Norman Jewison (1966)
- La calda notte dell'ispettore Tibbs (In the Heat of the Night), regia di Norman Jewison (1967)
- Il caso Thomas Crown (The Thomas Crown Affair), regia di Norman Jewison (1968)
- Non si uccidono così anche i cavalli? (They Shoot Horses, Don't They?), regia di Sydney Pollack (1969)
- Il violinista sul tetto (Fiddler on the Roof), regia di Norman Jewison (1971)
- Harold e Maude (Harold and Maude), regia di Hal Ashby (1971)
- Un tranquillo weekend di paura (Deliverance), regia di John Boorman (1972)
- L'ultima corvé (The Last Detail), regia di Hal Ashby (1973)
- Il dormiglione (Sleeper), regia di Woody Allen (1973)
- Rollerball, regia di Norman Jewison (1975)
- Wagons-lits con omicidi (Silver Streak), regia di Arthur Hiller (1976)
- Questa terra è la mia terra (Bound for Glory), regia di Hal Ashby (1976)
- New York, New York, regia di Martin Scorsese (1977)
- Superman, regia di Richard Donner (1978)
- Fury (The Fury), regia di Brian De Palma (1978)
- Tornando a casa (Coming Home), regia di Hal Ashby (1978)
- Oltre il giardino (Being There), regia di Hal Ashby (1979)
- Nessuno ci può fermare (Stir Crazy), regia di Sidney Poitier (1980)
- Rambo (First Blood), regia di Ted Kotcheff (1982)
- Tootsie, regia di Sydney Pollack (1982)
- L'aereo più pazzo del mondo... sempre più pazzo (Airplane II: The Sequel), regia di Ken Finkleman (1982)
- The Untouchables - Gli intoccabili (The Untouchables), regia di Brian De Palma (1987)
- Vittime di guerra (Casualties of War), regia di Brian De Palma (1989)
- Il falò delle vanità (The Bonfire of the Vanities), regia di Brian De Palma (1990)
- Paura d'amare (Frankie and Johnny), regia di Garry Marshall (1991)
- Blue Sky, regia di Tony Richardson (1994)